# Río Chunia
El río Chunya (también transliterado como Čunja o Chunja) (en ruso: Чуня) es un río asiático del norte de Siberia, un afluente de la margen derecha del río Tunguska Pedregoso,  a su vez afluente del curso inferior del río Yeniséi. Su longitud es 727 km (aunque llega a los 1000 km con sus fuentes: río Chunya + río Sur Chunya) y su cuenca drena una superficie de 70.500 km² (un poco mayor que Irlanda).
Administrativamente, el río discurre por el krai de Krasnoyarsk de Rusia.

## Geografía
El río Chunya nace en la meseta de Tunguska, una sección de la meseta Central de Siberia, de la confluencia de dos ríos, el Chunya del Sur (Yúzhnaya Chunya) y el Chunya del Norte (Sévernaya Chunya), en la localidad de Strelka-Chunya. El río discurre en un curso que describe muchas curvas y giros, primero en dirección Suroeste, hasta recibir en Mutorai, la principal localidad de su curso, por la izquierda, el río homónimo. Vira bruscamente hacia el norte, luego se inclina al noroeste, para volver nuevamente hacia el suroeste y finalmente dirigirse, en un curso con muchas curvas, en una dirección predominantemente oeste. Pasa por Tichiani, donde recibe por la izquierda al río del mimo nombre, y desemboca en el río Tunguska Pedregoso por la derecha, pocos kilómetros aguas arriba de Baikit. 
El río corre a través de una región remota montañosa poco habitada, con un clima muy severo, de modo que en su curso no encuentra ningún centro urbano de importancia y solamente pequeños asentamientos. 
Al igual que todos los ríos siberianos, sufre largos períodos de heladas (seis/siete meses al año, desde finales de octubre a mayo) y amplias extensiones de suelo permanecen permanentemente congeladas en profundidad. Al llegar la época estival, como se deshielan primero las zonas más al sur, el río inunda amplias zonas bajas próximas a sus riberas y sube bastante su nivel.

### Afluentes
Sus principales afluentes son:
- por la derecha: - Paimbu (Паимбу), Chunku Superior (Верх. Чунку), Chunku Inferior (Ниж. Чунку);
- por la izquierda - Kimchu (Кимчу), Mutorai (Муторай), Tychany (Тычаны).